# (33) Polymnie
(33) Polymnie (désignation internationale (33) Polyhymnia) est un astéroïde de la ceinture principale découvert par Jean Chacornac le 28 octobre 1854. Il est nommé d'après Polymnie, muse de la rhétorique.